# Yoeli Childs
Yoeli Childs, né le 13 janvier 1998 à South Jordan en Utah, est un joueur américain de basket-ball évoluant au poste d'ailier fort.

## Biographie

### Carrière universitaire
Entre 2016 et 2020, il joue quatre saisons à l'université avec les Cougars de BYU.

### Carrière professionnelle
Il est automatiquement éligible à la draft 2020.

## Palmarès

### Universitaire
- 3× First-team All-WCC (2018–2020)
- WCC All-Freshman team (2017)

## Statistiques

### Universitaires
Les statistiques de Yoeli Childs en matchs universitaires sont les suivantes :
| Saison    | Équipe | Matchs | Titul. | Min./m | % Tir | % 3pts | % LF | Rbds/m. | Pass/m. | Int/m. | Ctr/m. | Pts/m. |
| --------- | ------ | ------ | ------ | ------ | ----- | ------ | ---- | ------- | ------- | ------ | ------ | ------ |
| 2016-2017 | BYU    | 33     | 26     | 25,9   | 55,0  | 0,0    | 58,5 | 8,2     | 1,2     | 0,6    | 1,4    | 9,3    |
| 2017-2018 | BYU    | 35     | 34     | 34,0   | 54,1  | 31,3   | 64,3 | 8,6     | 2,2     | 0,9    | 1,8    | 17,8   |
| 2018-2019 | BYU    | 32     | 32     | 33,3   | 50,7  | 32,3   | 70,8 | 9,7     | 2,1     | 1,0    | 1,0    | 21,2   |
| 2019-2020 | BYU    | 19     | 19     | 28,8   | 57,4  | 48,9   | 53,8 | 9,0     | 2,0     | 0,7    | 0,9    | 22,2   |
| Total     | Total  | 119    | 111    | 30,7   | 53,7  | 35,4   | 63,6 | 8,83    | 1,87    | 0,79   | 1,34   | 17,07  |